# Noémie Merlant
Noémie Merlant (Parijs, 27 november 1988) is een Franse actrice, filmregisseur en zangeres.

## Biografie
Noémie Merlant werd op 27 november 1988 geboren in Parijs, maar bracht haar hele adolescentie door in de zuidelijke buitenwijk van Nantes in Rezé in het departement Loire-Atlantique, samen met haar ouders, beiden vastgoedmakelaars, en een oudere zus. Ze begon op zeer jonge leeftijd met zingen en studeerde hedendaagse en daarna klassieke dans, respectievelijk op zes- en tienjarige leeftijd. Ze behaalde een baccalaureaat en keerde in 2006 terug naar de hoofdstad. Merlant ging aan de slag als professioneel model en werkte bij de agentschappen Major (Parijs, New York, Milaan), Donna (Tokio) en MD Management (Hamburg), waardoor ze kon reizen en haar Engels verbeteren. Ze slaagde voor haar toelatingsexamen aan de theateracademie Cours Florent en volgde van 2007 tot 2011 een opleiding tot actrice.
Merlant debuteerde als actrice in 2008 in de film Death in Love van Boaz Yakin. Op 19 november 2012 maakte de Académie des César de lijst bekend van tweeëndertig actrices in de voorselectie "revelaties" voor de categorieën van de meest beloftevolle acteurs van 2013. Merlant werd in deze lijst opgenomen vanwege haar rol in de film L'Orpheline avec en plus un bras en moins. In 2017 werd ze genomineerd voor de César voor best jong vrouwelijk talent voor haar rol in Le ciel attendra.
Ze regisseerde en schreef mee aan haar eerste korte film als onderdeel van de 7e editie van het Nikon Film Festival in 2017, met als hoofdthema "Je suis une rencontre". Haar film in competitie, Je suis#unebiche, ontving de Canal+-prijs. In de film hekelde ze het overmatig gebruik van sociale netwerken door jongeren met alle misstanden die dit met zich meebrengt.
In mei 2019 beleefde haar carrière een filmisch keerpunt dankzij haar rol als de kunstschilder Marianne in Portrait de la jeune fille en feu van de Franse regisseur Céline Sciamma. De film ging in première op het 72e filmfestival van Cannes en werd onmiddellijk positief ontvangen door critici. Haar acteerprestatie werd geprezen door verschillende media alsook haar chemie met haar speelpartner Adèle Haenel. De film ontving de scenarioprijs van het festival en de Queer Palm. De film kreeg veel lovende kritieken en werd een commercieel succes. Beide hoofdrolspeelsters werden in 2020 genomineerd voor de César voor beste actrice. Merlant ontving voor haar rol ook de Prix Lumière voor beste actrice. Voor haar rol in de film L'Innocent van Louis Garrel behaalde ze in 2023 de César voor beste vrouwelijke bijrol.
Haar eerste speelfilm, Mi iubita, mon amour, die deels autobiografisch is, schreef ze samen met haar partner, de acteur Gimi-Nicolae Covaci. De film maakte deel uit van de officiële selectie van het Filmfestival van Cannes 2021, in de sectie séance spéciale en was ook in de competitie voor de Caméra d'or. In juli 2023 startte Merlant met de regie van haar tweede speelfilm Les Femmes au balcon, naar een scenario dat ze schreef samen met Céline Sciamma.

## Filmografie

### Als actrice

#### Films
- 2008: Death in Love
- 2010: L'Orpheline avec en plus un bras en moins als Éléonore
- 2011: La Permission de minuit als Mathilde
- 2013: Paradise
- 2013: La Crème de la crème als de roodharige
- 2014: Des lendemains qui chantent als Sveltana
- 2014: The Brother als Claire
- 2014: Newcomer als Anja
- 2014: Les Héritiers als Mélanie
- 2015: Un moment d'égarement als Linda
- 2016: Dieumerci ! als Audrey
- 2016: À tous les vents du ciel als Claire
- 2016: Le ciel attendra als Sonia Bouzaria
- 2017: Plonger als jonge artieste
- 2018: Le Retour du héros als Pauline
- 2018: La Fête des mères als Coco
- 2019: Les Drapeaux de papier als Charlie
- 2019: Curiosa als Marie de Heredia
- 2019: Portrait de la jeune fille en feu als Marianne
- 2019: Les Jours d'avant als Emma
- 2020: Jumbo als Jeanne
- 2020: A Good Man als Ben
- 2021: Les Olympiades als Nora Ligier
- 2021: Mi iubita, mon amour als Jeanne
- 2022: L'Innocent als Clémence
- 2022: Tár als Francesca Lentini
- 2022: Un año, una noche als Céline
- 2022: Baby Ruby als Jo
- 2023: Les Âmes sœurs als Jeanne
- 2023: Une année difficile als Valentine ("Cactus")
- 2023: Lee als Nusch Éluard
- 2024: Les Femmes au balcon als Élise
- 2024: Emmanuelle als Emmanuelle

#### Televisie
- 2011: Le Jour où tout a basculé (aflevering 16) als Annabelle
- 2012: Julie Lescaut (seizoen 21, aflevering 95) Cougar als Lou de Salle
- 2012: Enquêtes réservées (seizoen 5, aflevering 7) als Garance Lasarthe
- 2013: Dos au mur (tv-film)
- 2014: Le Voyage de Monsieur Perrichon (tv-film)
- 2015: Elles... Les Filles du Plessis (tv-film) als Brigitte
- 2016: La loi de...als Katya Valle
- 2020: République (tv-film)
- 2021: H24 (aflevering 17h - PLS)

### Als regisseur
- 2017: Je suis#unebiche (korte film) in het kader van de 7e editie van het Nikon Film Festival
- 2019: Shakira (korte film)
- 2021: Mi iubita, mon amour
- 2024: Les Femmes au balcon